# Alfiero Mezzetti
Alfiero Mezzetti (Perugia, 17 luglio 1910 – Mondovì, 18 aprile 1939) è stato un aviatore e militare italiano, che come capitano pilota della specialità caccia, partecipò come comandante di squadriglia alla guerra di Spagna. Deceduto in un incidente aereo fu decorato di Medaglia d'oro al valor militare alla memoria..

## Biografia
Nacque a Perugia il 17 luglio 1910. Dopo aver conseguito il diploma magistrale, all'età di vent'anni si arruolò nella Regia Aeronautica, venendo ammesso a frequentare la Regia Accademia Aeronautica di Caserta, Corso Ibis. da cui uscì dopo tre anni (1933) con il grado di sottotenente pilota. Nel corso del 1934, dopo aver conseguito il brevetto di pilota militare, giunse la successiva promozione a tenente. Subito assegnato ad un reparto caccia, il 1º Stormo basato sull'aeroporto di Campoformido, entrò a far parte di una squadriglia d'alta acrobazia, denominata anche "Squadriglia folle". Nell'ottobre del 1936 la squadriglia si esibì a Roma in onore della Missione Aeronautica Tedesca. La perfetta esibizione di acrobazia collettiva effettuata in quella circostanza suscitò l'ammirazione del capo della delegazione tedesca generale Erhard Milch.
Poco tempo dopo partì volontario per la guerra di Spagna, arrivando a Siviglia il 1º gennaio 1937. Il 3 agosto di quell'anno assunse il comando della 26ª Squadriglia da caccia inquadrata nel XVI Gruppo "La Cucaracha" dell'Aviazione Legionaria. Durante i diciotto mesi di permanenza in terra iberica, effettuò 550 ore di volo, conseguendo una singola vittoria accertata, e venendo insignito di due Medaglie d'argento al valor militare. Rientrato in patria nel giugno 1938 fu assegnato all'aeroporto torinese di Caselle, per essere poi trasferito sul campo d'aviazione di Mondovì.
Il 18 aprile 1939, mentre effettuava un volo di allenamento insieme al capitano pilota Giuseppe Majone, l'aereo di quest'ultimo entrò in collisione con il suo C.R.32 poco dopo il decollo, a trecento metri di quota. Investito in coda dal "C.R.32" di Majone il suo aereo divenne ingovernabile, e precipitò a terra privo della parte posteriore. Non avendo potuto far uso del paracadute, rimase ucciso nell'urto del velivolo con il terreno.
Il 22 maggio 1939 il governo tedesco gli concesse la Croce dell'Ordine dell'Aquila tedesca, mentre il Comune di Foligno decreterà solenni onoranze funebri, gli dedicherà una lapide nel civico Palazzo e gli intitolerà il viale della Stazione ferroviaria. Inoltre, con Regio Decreto del 6 maggio 1940, venne insignito della Medaglia d'oro al valor militare alla memoria.

### Annotazioni
1. ↑  Equipaggiata con sei caccia Fiat C.R.32.
2. ↑  Il generale Milch si complimentò vivamente con Mezzetti e gli altri piloti della squadriglia, che ricevettero anche i complimenti di Sua Altezza Reale il Duca d'Aosta.
3. ↑  Suddivise in ricognizioni, scorte a bombardieri, combattimenti aerei collettivi e individuali.
4. ↑  Inoltre ricevette numerosi encomi e fu proposto per l'avanzamento al grado di maggiore.
5. ↑  Asso dell'Aviazione Legionaria con sette vittorie accertate.
6. ↑  Nella sua casa di Foligno lasciò il padre Alceste, la madre Cinzia e due sorelle.
7. ↑  In quella stessa data anche Giuseppe Maione ricevette la stessa decorazione.

### Fonti
1. 1 2 3  Ufficio Storico dell'Aeronautica Militare 1969, p. 97.
2. ↑  Combattenti Liberazione.
3. ↑  Logoluso 2010, p. 33.
4. 1 2  Logoluso 2010, p. 49.
5. 1 2 3 4  Logoluso 2010, p. 80.
6. ↑  Sito web del Quirinale: dettaglio decorato.